# AFAB
AFAB Holding N.V. was een Nederlandse financiële dienstverlener, gericht op consumentenkrediet.
Voormalig directeur Maasbert Schouten richtte in 1993 het Amsterdams Financieel Advies Bureau op. In eerste instantie richtte hij zich op het bemiddelen in spaarrekeningen. Later werden leningen zijn specialisme. Van een eenmanszaak groeide AFAB uit tot een middelgroot bedrijf.
Later werd Amersfoort de vestigingsplaats. Tot de AFAB-groep behoorden onder andere AFAB Geldservice, Hollandsche Disconto Voorschotbank en Consumer Finance Services Nederland.
De onderneming sponsorde onder meer het Nederlands Handbal Verbond, FC Volendam, Vitesse, Raymond van Barneveld en de Internationale Schaatsunie.  Bekende commissarissen waren Jaap van Duijn en Willem Vermeend.

## Het huidige AFAB Geldservice
Nadat alle bedrijven onder AFAB Holding waren overgenomen of failliet verklaard, bleef alleen AFAB Geldservice over als onafhankelijk financieel dienstverlener, met leningen als specialisme. AFAB Holding bestaat niet meer. Door een managementbuy-out hadden Vermeend, Van Duijn en Schouten vanaf 2010 geen verbintenis meer met AFAB. Ook werden alle sponsorcontracten beëindigd. Het bedrijf voldoet tegenwoordig weer aan alle eisen die de Autoriteit Financiële Markten stelt.

## AFAB in opspraak
Nadat in 2009 de verkooppraktijken en het faillissement van DSB Bank publicitaire aandacht hadden gekregen, kwam ook AFAB in de belangstelling. De verkoopmethoden zouden veel lijken op die van DSB Bank, en ook door AFAB zouden veel overbodige en te dure koopsompolissen worden verkocht.
De kredietbemiddelaar raakte in financiële problemen: een schuldenlast van 180 tot 190 miljoen euro, veroorzaakt door overnames, brachten het bedrijf in financiële problemen. (Om die reden claimde het bedrijf in oktober 2009 preventief een aantal domeinnamen, zoals AFABleed en AFABramp.)
Commissaris Willem Vermeend, die lid was van de zogenaamde auditcommissie die toezag op het risicomanagement binnen de organisatie, vertrok op 13 oktober 2009. Na een reorganisatie bestond AFAB in december 2009 uit één holding en drie divisies, te weten AFAB Intermediaire Diensten en Consumer Finance Services Nederland.
Op 31 augustus 2010 sprak de rechtbank in Utrecht op verzoek van AFAB het faillissement uit over de franchiseketen AdviesPlus.

## Inbiznis
Op 10 november 2009 werd aangekondigd dat AFAB Service Providing begin 2010 zou worden omgedoopt tot Inbiznis, dat een zelfstandig bedrijf zou vormen. Een lang leven was dit bedrijf echter niet beschoren: in juni 2010 vroeg AFAB uitstel van betaling aan voor dochteronderneming Inbiznis en op 29 juni 2010 werd Inbiznis failliet verklaard. De activiteiten werden overgenomen door WoonTrust, een dochteronderneming van Blauwtrust.